# Indigofera rothii
Indigofera rothii es una especie de leguminosa en la subfamilia Faboideae. Es hallada solo en Etiopía.

## Fuente
- World Conservation Monitoring Centre 1998. Indigofera rothii. 2006 IUCN Lista Roja de Especies Amenazadas. 19 de julio de 2007

- Datos: Q3317032